# 171
Évszázadok: 1. század – 2. század – 3. század
Évtizedek: 120-as évek – 130-as évek – 140-es évek – 150-es évek – 160-as évek – 170-es évek – 180-as évek – 190-es évek – 200-as évek – 210-es évek – 220-as évek
Évek: 166 – 167 – 168 – 169 –  170 – 171 – 172 – 173 – 174 – 175 – 176

## Események

### Római Birodalom
- Titus Statilius Severust és Lucius Alfidius Herennianust választják consulnak.
- A markomann háborúban Marcus Aurelius legyőzi a Pannoniát és Noricumot fosztogató markomannokat és felkészül, hogy a Dunán átkelve saját területükön támadja meg őket. Ennek érdekében békét köt a jazigokkal és a kvádokkal, valamint római szövetségessé teszi a vandálok hasdingus törzsét, valamint a lacringusokat.
- Az észak-afrikai mórok megtámadják Hispania Baetica provinciát, de Gaius Aufidius Victorinus kormányzó visszaveri őket.

## Fordítás
- Ez a szócikk részben vagy egészben  a(z)   171 című francia Wikipédia-szócikk ezen változatának fordításán alapul.  Az eredeti cikk szerkesztőit annak laptörténete sorolja fel. Ez a jelzés csupán a megfogalmazás eredetét és a szerzői jogokat jelzi, nem szolgál a cikkben szereplő információk forrásmegjelöléseként.